# انقطاع النفس النومي المركزي
انقطاع النفس النومي أو متلازمة انقطاع النفس النومي المركزي: هو اضطراب مرتبط بالنوم تقل فيه الجهود المبذولة للتنفس أو تغيب، لمدة تقارب عادةً 10 إلى 30 ثانية إما بشكل متقطع أو في دورات، وترتبط عادةَ بانخفاض إشباع الأكسجين في الدم . يرجع السبب إلى عدم الاستقرار في آليات التغذية الراجعة للجسم والتي تنظم التنفس . يمكن أن يكون توقف التنفس أثناء النوم أيضًا مؤشرًا على تشوه آرنولد خياري.

## علامات وأعراض
لدى الشخص السليم يكون التنفس منتظمًا أثناء النوم، لذلك تبقى مستويات الأكسجين ومستويات ثاني أكسيد الكربون في مجرى الدم ثابتة إلى حد ما: بعد الزفير، ينخفض مستوى الأكسجين في الدم ويزيد مستوى ثاني أكسيد الكربون. يُعد تبادل الغازات مع الهواء النقي ضروريًا لتجديد الأكسجين وتخلص مجرى الدم من ثاني أكسيد الكربون.  ترسل مستقبلات الأكسجين وثاني أكسيد الكربون في الجسم (تسمى المستقبلات الكيميائية) نبضات عصبية إلى المخ، والذي يعطي إشارات تنبيه للحنجرة فتنفتح بشكل انعكاسي (تتوسع الفتحة بين الحبال الصوتية) ويعطي أوامر بتحريك عضلات القفص الصدري والحجاب الحاجز. تتقلص هذه العضلات فيتوسع جوف الصدر لإحداث ضغط سلبي نسبي داخل الرئتين يدفع الهواء الخارجي لملئه. في غياب انقطاع النفس المركزي، أي انخفاض مفاجئ في الأكسجين أو زيادة في ثنائي أكسيد الكربون، حتى لو كان صغيراً، يحفز بقوة مراكز التنفس في الدماغ؛ الدافع التنفسي قوي لدرجة أن الجهود الواعية لمنع التنفس لا تتغلب عليه.
في توقف التنفس أثناء النوم المركزي الخالص، تكون مراكز التحكم التنفسي للدماغ -والتي تقع في منطقة الدماغ البشري المعروفة باسم ما قبل معقد بوتزينجر- غير متوازنة أثناء النوم وتفشل في إعطاء إشارة للشهيق، ما يتسبب في فقدان الشخص لواحدة أو أكثر من دورات التنفس.  تفشل آلية التغذية الراجعة العصبية التي تراقب مستويات الدم من ثنائي أكسيد الكربون وتحفز التنفس في الاستجابة بسرعة كافية للحفاظ على معدل التنفس الطبيعي، ما يجعل الجهاز التنفسي بأكمله ينتقل بين حالتي توقف التنفس وفرط التهوية، قد تستمر الحالة لفترة وجيزة بعد الاستيقاظ. يتوقف النائم عن التنفس لمدة تصل إلى دقيقتين ويعاود التنفس من جديد. أثناء نوبة انقطاع النفس لا يوجد أي جهد تنفسي: لا توجد حركات صدرية ولا جهد عضلي، عندما يحدث الاستيقاظ في منتصف فترة توقف نفس مؤقتة، فإن عدم القدرة على تشغيل عضلات التنفس يؤدي في كثير من الأحيان إلى صراع إدراكي يصاحبه شعور من الذعر يفاقمه الشعور المرتبط بفرط مستويات ثنائي أكسيد الكربون الدم. حتى في الحالات الشديدة من انقطاع النفس النومي المركزي، تكون فترات التوقف المؤقت على شكل فترات من التنفس غير المنتظم بدلًا من التوقف الكامل للتنفس على المدى المتوسط. بعد فترة انقطاع النفس، يصبح التنفس أسرع و/أو أكثر شدة (لهاثًا) لفترة من الزمن، وهذه آلية تعويضية للتخلص من الغازات المحتجزة، والحصول على المزيد من الأكسجين، وتمكين الجسم من العودة إلى التنفس الطبيعي الغريزي من خلال حصول عضلات التنفس على الأكسجين مجددًا.

### الآثار الثانوية
تؤذي ظروف نقص الأكسجين وفرط ثنائي أكسيد الكربون في الدم -سواء بسبب انقطاع النفس أم لا- الجسم. تعتمد الآثار المباشرة لانقطاع النفس النومي المركزي على الجسم على طول مدة الفشل التنفسي، وقصر الفترة الفاصلة بين فترات الانقطاع، ووجود أو عدم وجود حالات مستقلة تفاقم آثار انقطاع النفس.
- تحتاج خلايا الدماغ إلى مستوى أكسجين ثابت لتبقى على قيد الحياة، وإذا انخفض مستوى الأكسجين في الدم بما يكفي لفترة طويلة، فسيحدث تلف في الدماغ قد يصل إلى الموت. نادراً ما يؤدي انقطاع النفس النومي المركزي إلى مثل هذه الآثار الخطيرة، فهو حالة مزمنة آثارها أخف.
- حين تكون درجة انخفاض مستويات الأكسجين في الدم شديدة ولكنها ليست بشدة كافية لحدوث أذية الدماغ أو الوفاة، فإنها تؤدي إلى نوبات صرع حتى في غياب وجود الصرع .
- في الحالات الشديدة من انقطاع النفس النومي، تظهر المناطق الأكثر شفافية في الجسم مزرقة، الازرقاق ناتج عن نزع أكسجين الدم في الأوعية القريبة من الجلد.

- حالات طبية لها تأثيرات مُفاقمة:
  - عند الأشخاص المصابين بالصرع، يؤدي نقص الأكسجة الناجم عن انقطاع النفس إلى تحفيز النوبات الصرعية حتى عندما تكون الأدوية الصرعية كافية.
  - عند الكبار الذين يعانون من داء الشريان الإكليلي، يمكن أن يسبب الانخفاض الحاد في مستوى الأكسجين في الدم الذبحة الصدرية أو اللا نظميات القلبية أو النوبات القلبية (احتشاء عضلة القلب) .
  - قد يكون لحالات انقطاع النفس طويلة الأمد والمتكررة، على مدار أشهر وسنوات، تأثير تراكمي لزيادة مستويات ثنائي أكسيد الكربون في الدم، زيادة تكفي لانحلال ثنائي أكسيد الكربون في الدم وتشكيل حمض الكربون بنسب كافية لإحداث الحماض التنفسي .
  - عند الأشخاص الذين يعانون من انقطاع النفس النومي المركزي أو الانسدادي أو كليهما، يؤدي تناول الأدوية المثبطة للتنفس وخاصة العقاقير المهدئة إلى خطر حدوث توقف التنفس أثناء النوم بشكل مهدد للحياة، عن طريق تثبيط مراكز التنفس الدماغية,  تشمل مثبطات الجهاز التنفسي: المواد الأفيونية، الباربيتورات، البنزوديازيبينات، الكحول بكميات كبيرة. الثلاثة الأخيرة منها مثبطات واسعة الطيف للجهاز العصبي المركزي. قد تتسبب الكميات التي تعتبر آمنة في التوقف التام للتنفس أثناء النوم. إذا خضع هؤلاء الأفراد للتخدير العام -على سبيل المثال- فإنهم يحتاجون إلى مراقبة مطولة بعد الشفاء الأولي، مقارنةً بشخص ليست لديه سوابق انقطاع النفس النومي، لأنه من المحتمل أن يحدث انقطاع النفس مع مستويات منخفضة من الأدوية لديهم.
  - تُعزى متلازمة موت الرضيع المفاجئ أحيانًا إلى حدوث انقطاع النفس النومي. توجه التوصية السائدة منذ منتصف الثمانينيات بوضع الأطفال على ظهورهم بدلاً من بطونهم عند النوم، في محاولة لمنع حالات انقطاع النفس التي يسببها الانسداد الضاغط الناجم عن تلك الوضعية.
  - يُعرّض الأطفال الخُدّج الذين لديهم أدمغة وأنظمة انعكاسية غير ناضجة لخطر متلازمة انقطاع النفس النومي المركزي بشكل كبير، وإن كانوا يتمتعون بصحة جيدة. يتغلب الأطفال الخدج الذين يعانون من المتلازمة عليها بشكل عام عند نضوجهم، شريطة أن يتلقوا رعاية كافية. الرضع الخدج مؤهبون لانقطاع النفس المركزي، لذلك فإن الأدوية التي يمكن أن تسبب تثبيط المركز التنفسي لا تُعطى لهم أو تُعطى فقط تحت مراقبة دقيقة، مع توفر معدات للإنعاش على الفور. تُتخذ هذه الاحتياطات بشكل روتيني عن الأطفال الخدج بعد التخدير العام؛ وجد أن الكافيين يساعد في الحفاظ على وظيفة الجهاز التنفسي بعد التخدير العام ويقلل انقطاع النفس عند الخدج بغض النظر عن السياق.[9]

## التشخيص
يتطلب تشخيص انقطاع النفس النومي تأكد الطبيب. قد يتطلب الفحص إجراء دراسة فردية للحالة في مختبر للنوم، حيث يُراقب المريض أثناء الراحة، وتُقاس الفترات التي يتوقف فيها التنفس من حيث الطول والتكرر. أثناء دراسة النوم، يُظهر الشخص المصاب بانقطاع النفس النومي اضطرابات في التنفس تليها انخفاضات في أكسجة الدم وزيادة مستوى ثنائي أكسيد الكربون في الدم.
- بالنسبة للبالغين، يجب أن يستمر توقف التنفس لمدة 10 ثوانٍ كي يُعتبر انقطاعًا في النفس. عند الأطفال الصغار -الذين يتنفسون عادة بمعدل أسرع بكثير من البالغين- يعتبر التوقف لفترة أقصر انقطاعًا في النفس.
- يُعرّف ضعف التنفس لدى البالغين على أنه انخفاض بنسبة 30 ٪ في تدفق الهواء لأكثر من عشر ثوان، يليه انخفاض إشباع الأكسجين بنسبة 3-4٪ على الأقل وفق معيار الجمعية الأمريكية لطب النوم. مع أو دون وجود إثارة في تخطيط الدماغ الكهربائي. يعبّر مؤشر توقف\ضعف التنفس أثناء النوم عن عدد مرات توقف التنفس أثناء النوم أو ضعف التنفس أثناء النوم في الساعة.[10]

### التشخيص التفريقي
على الرغم من أن انقطاع النفس النومي المركزي والانسدادي لهما بعض العلامات والأعراض المشتركة، إلا أن البعض الآخر موجود في أحدهما وغائب في الآخر، ما يتيح التشخيص التفريقي بين النوعين.

## العلاج
بعد حصول المريض على التشخيص، يمكن للطبيب المشخص تقديم خيارات مختلفة للعلاج. إذا كان توقف التنفس المركزي أثناء النوم ناتجًا عن دواء (مثل المواد الأفيونية)، فإن تقليل الجرعة أو السحب التام للدواء المسبب غالبًا ما يؤدي إلى تحسين انقطاع النفس النومي.
وافقت إدارة الغذاء والأدوية الأمريكية (FDA) مؤخرًا على جهاز يشبه جهاز تنظيم ضربات القلب يسمى «نظام ريميدي» لعلاج المرضى البالغين الذين يعانون من انقطاع النفس النومي المعتدل أو الشديد. يُزرع الجهاز بإجراء جراحي شائع، فيحفز العصب الحجابي في الصدر لإرسال إشارات إلى العضلة الكبيرة التي تتحكم في التنفس (الحجاب الحاجز). يراقب النظام إشارات التنفس أثناء النوم ويساعد في استعادة أنماط التنفس الطبيعية. الجهاز صامت، وينشط تلقائيًا أثناء الليل، ولا يتطلب من المريض ارتداء قناع.
التنظيم الميكانيكي لتدفق الهواء و/أو ضغط مجرى التنفس:
يختلف استخدام هذه الأجهزة في علاج انقطاع النفس النومي المركزي عن استخداماتها في حالات أخرى بعدم ضبط الجهاز على ضغط واحد ثابت ومثالي، بل على وضعين مختلفين، أحدهما للشهيق والآخر للزفير، مع الحفاظ على إيقاع التنفس الطبيعي عن طريق توسيع رئتي المريض بفواصل منتظمة، يمكن تحديد الفواصل الزمنية ومعدل التنفس ومدة النفس عبر برمجة الجهاز. تُعرف الأجهزة المصممة لهذا الغرض بأجهزة التهوية إيجابية الضغط الثنائية.
يمكن توصيل الأجهزة بمرطبة للهواء المستنشق وتدفئه أيضًا، لتقليل الأعراض المزعجة مثل التهاب الحلق أو انسداد الأنف التي تنجم عن استنشاق الهواء البارد والجاف.
يمكن لأجهزة التهوية إيجابية الضغط أن تؤدي إلى توقف التنفس المركزي عند الأشخاص الذين يعانون من انقطاع النفس النومي الانسدادي ما يتطلب استخدام جهاز تهوية تلقائي الاستجابة، وهو أيضًا الجهاز المناسب لأولئك الذين يعانون من انقطاع النفس النومي المركزي أو المختلط.